# Plano (Illinois)
Plano je grad u američkoj saveznoj državi Ilinois. Prema popisu stanovništva iz 2010. u njemu je živjelo 10.856 stanovnika.